# اشغال نوار غزه توسط اسرائیل
در اوایل ژانویه ۲۰۲۴، در میانه جنگ اسرائیل و حماس، پس از آن که اسرائیل اعلام کرد ۱۲ گردان از گردان‌های عزالدین قسام را در ۷ ژانویه از بین برده است، اسرائیل، دوباره شمال نوار غزه را اشغال کرد. این، منجر به آغاز شورش در شمال نوار غزه و همچنین آغاز اشغال مجدد نوار غزه توسط اسرائیل پس از ۱۹ سال، بعد از خروج یکجانبه اسرائیل از نوار غزه در سال ۲۰۰۵ شد.

## زمینه
در آغاز جنگ اسرائیل و حماس، اسرائیل، به وضوح اعلام کرد که کنترل نوار غزه، یکی از اهداف اصلی است. در اواخر ژانویه ۲۰۲۴، بنیامین نتانیاهو گفت که «در مورد کنترل کامل اسرائیل» بر غزه، مصالحه نخواهد کرد. نوار غزه، قبلاً توسط اسرائیل نیز اشغال شده بود، اما در سال ۲۰۰۵، اسرائیل به‌طور یکجانبه از نوار غزه خارج شد. با این حال، از سال ۲۰۰۷، نوار غزه در محاصره است.